# Riera de les Arces
La Riera de les Arces és un curs fluvial del municipi de Colomers la comarca del Baix Empordà. Neix a l'est del Puig de la Font (Vilopriu) i al nord de la Serra del Mig, i desemboca al rec del Molí al seu pas pel terme de Colomers.